# Wspólnota administracyjna Dunningen
Wspólnota administracyjna Dunningen – wspólnota administracyjna (niem. Vereinbarte Verwaltungsgemeinschaft) w Niemczech, w kraju związkowym Badenia-Wirtembergia, w rejencji Fryburg, w regionie Schwarzwald-Baar-Heuberg, w powiecie Rottweil. Siedziba wspólnoty znajduje się w miejscowości Dunningen, przewodniczącym jej jest Gerhard Winkler.
Wspólnota administracyjna zrzesza dwie gminy wiejskie:
- Dunningen, 6 025 mieszkańców, 48,44 km²
- Eschbronn, 2 086 mieszkańców, 11,41 km²